# تيرين
تِرِّين أو تيرين هو رغيف من اللحوم المخلطة على الطريقة شبيه بالباتيه. الطبق فرنسي ومصنوع من محتويات مطحونة بخشونة. يقدم التيرين عادة بارد أو بدرجة حرارة الغرفة ويحتوي الكثير من التيرين على كمية كبيرة من الدهن لحم الخنزير ولكن ليس من الشرط أن تكون تلك هي المحتويات الرئيسية ولكن يمكن صناعة التيرين أيضاً من لحوم مختلفة كالغزال والخنزير البري حيث لا يأكل غير تلك الصنف في فرنسا.